# Valtònyc

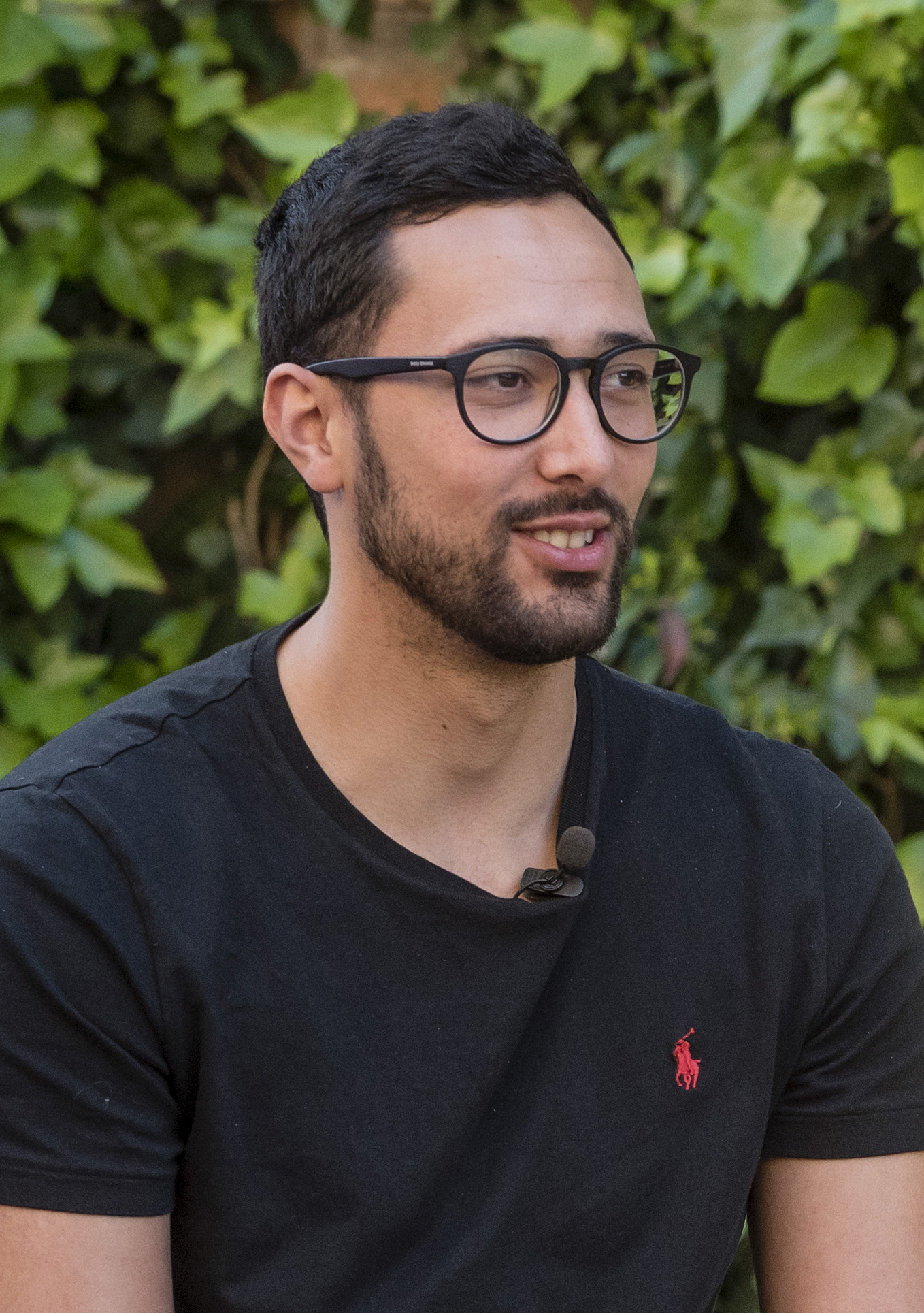
Valtònyc (2018)

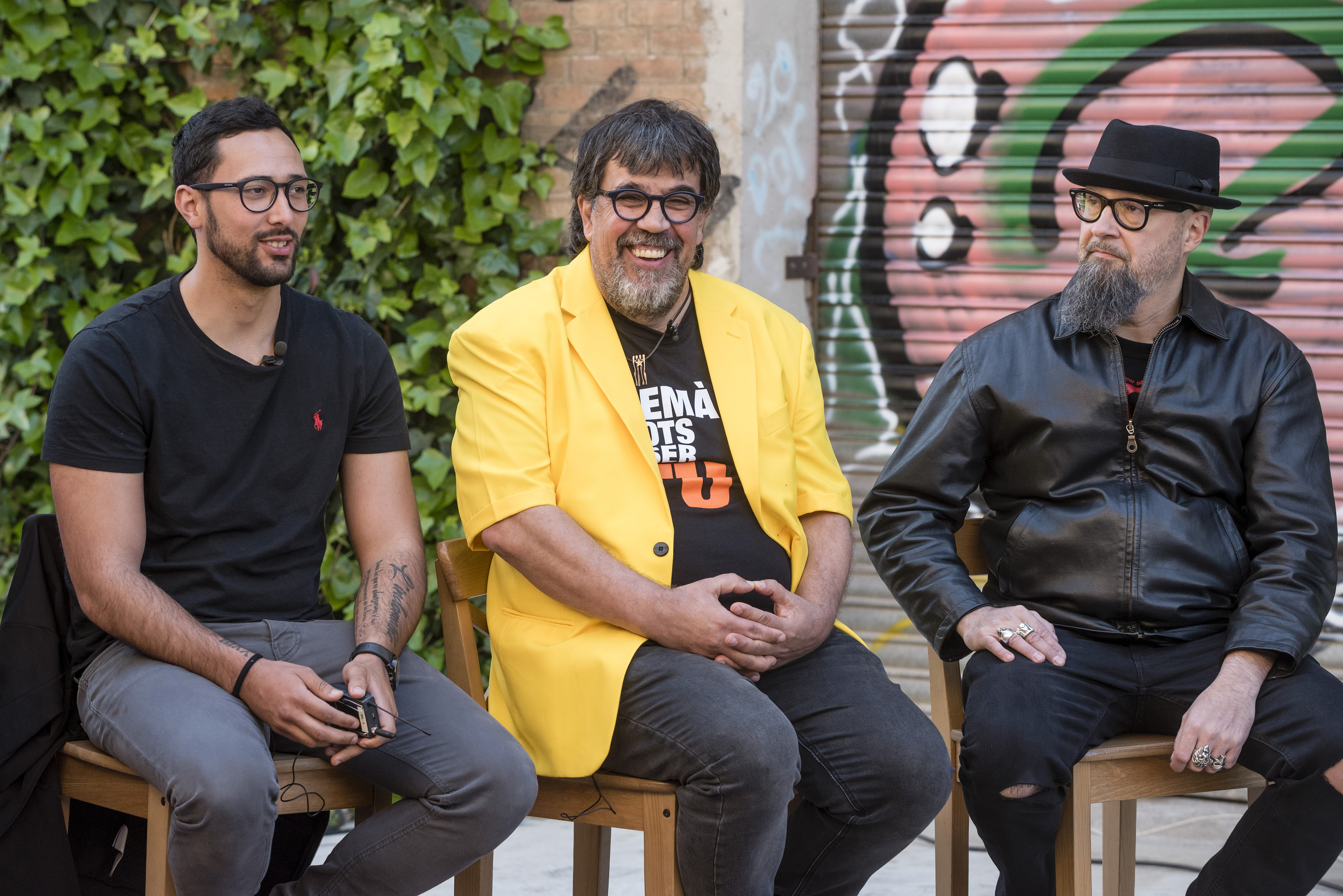
Valtònyc, Jordi Pesarrodona (Clown und Stadtrat) und César Strawberry (Schriftsteller und Frontman der bekanntesten spanischen Rap-Rock-Gruppe Def Con Dos) 2018 bei ″Llibertats en perill?″, einer von Òmnium Cultural organisierten Veranstaltung im Rahmen der Kampagne „Demà pots ser tu / Morgen könntest du es sein“, deren Ziel es war, über Angriffe auf die Meinungsfreiheit nachzudenken.

José Miguel Arenas Beltrán (* 18. Dezember 1993 in Sa Pobla, Mallorca), besser bekannt unter seinem Künstlernamen Valtònyc, ist ein spanischer Rapper. In seinen antikapitalistischen und antifaschistischen Texten brachte er, als er 18 Jahre alt war, seine Wut auf Polizei, Monarchie und Korruption zum Ausdruck und geriet ins Visier der spanischen Justiz. Unmittelbar vor Antritt einer dreieinhalbjährigen Haftstrafe setzte er sich 2018 nach Belgien ab und erzeugte damit ein internationales Medienecho.

## Leben

### Kontroverse um Liedtexte
Der von der Baleareninsel Mallorca stammende Musiker veröffentlichte 2009 seine Debütsingle Desde el papel. Erstmals für Kontroverse sorgte er im August 2012 mit dem Lied Circo Balear, in dem er den damaligen Präsidenten der Autonomen Gemeinschaft Balearen Jorge Campos Asensi und einige Regierungsmitglieder attackierte und sang „Jorge Campos verdient eine Atombombe“. Campos war damals Präsident des CírCULO Balear, eine bürgerlich-kulturelle Vereinigung, die ab dem 2018 zur rechtsextremen Partei Actúa Baleares wurde, gegründet um den Katalanismus zu bekämpfen. Campos sah sich durch den Text bedroht und erstattete Anzeige. Valtonyc erschien damals im Polizeipräsidium und wurde lediglich mit nur einer Anzeige entlassen.
Ebenso kontrovers aufgenommen wurde der im selben Jahr erschienene Song La TuerKa Rap, in dem er rappte: „Wenn ich die ETA hochleben lasse, sperren sie mich ein, wenn du ein ...sohn wie Urdangarin bist, nicht.“ Dies sei, so der Vorwurf, nicht nur Verherrlichung der ETA, sondern „Verunglimpfeung von Autoritäten“ und „der Krone“. In einem anderen Lied rief er dazu auf, die Sommerresidenz der Königsfamilie in Palma de Mallorca mit Waffengewalt zu besetzen. Und er sang auch Strophen wie „Der Bourbonenkönig und seine Aktivitäten – man weiss nicht, ob er Elefanten jagt oder bei Prostituierten weilt“.
Insgesamt wurden 16 Lieder mit strafrechtlicher Relevanz festgestellt, die langjährige Ermittlungen zur Folge hatten. Valtònyc brachte zu seiner Verteidigung vor, dass die Sprache des Rap „extrem, provozierend, allegorisch und symbolisch“ sei. Und erklärte: „Der Staat geht nur gegen linke Gruppen und Individuen vor.“ Kritik von links werde unter dem Vorwand der nationalen Sicherheit begraben – Hasstiraden von rechts hingegen würden nicht geahndet.
Die Strafbestände wurden auch nicht dadurch gemildert, dass Iñaki Urdangarin, ein Mitglied des spanischen Königshauses, danach wegen Korruption zu sechs Jahren Haft verurteilt wurde. Und Juan Carlos I. 2014 abdanken musste und 2020 vor Ermittlungen wegen Korruption, Geldwäsche und Steuerhinterziehung nach Abu Dhabi floh.
In ähnlichen Fällen wurden der Rapper Pablo Hasél und die zwölf Rappern des Kollektivs La Insurgencia, zu jeweils mehr als zwei Jahren Gefängnis und Geldstrafen verurteilt wurden. Oder der Fall der zu dem Zeitpunkt 18-jährigen Cassandra Vera, die wegen 40-Jahre alter, anti-franquistischer Witze auf Twitter, zu einem Jahr Gefängnis verurteilt wurde.

### Verurteilung

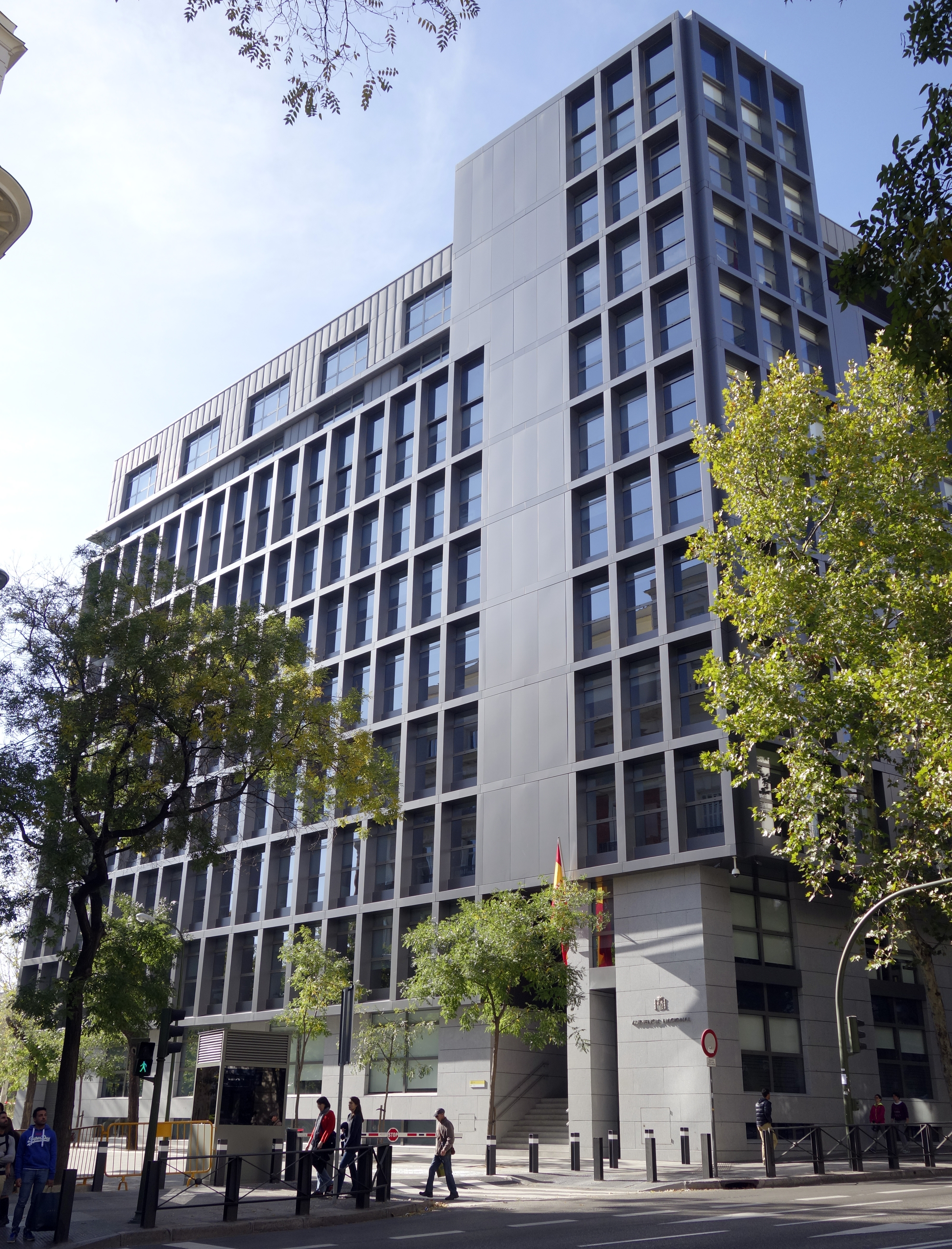
Das Sondergericht Audience nationale in Madrid

Am 22. Februar 2017 verurteilte ihn das Sondergericht Audiencia Nacional schließlich zu einer dreieinhalbjährigen Freiheitsstrafe. Zwei Jahre davon ergingen wegen Verleumdung und schwerer Majestätsbeleidigung, ein Jahr wegen Verherrlichung von Terrorismus sowie ein halbes Jahr wegen Drohung gegen Campos, dem er zusätzlich eine Entschädigungszahlung in Höhe von 3000 Euro leisten sollte.

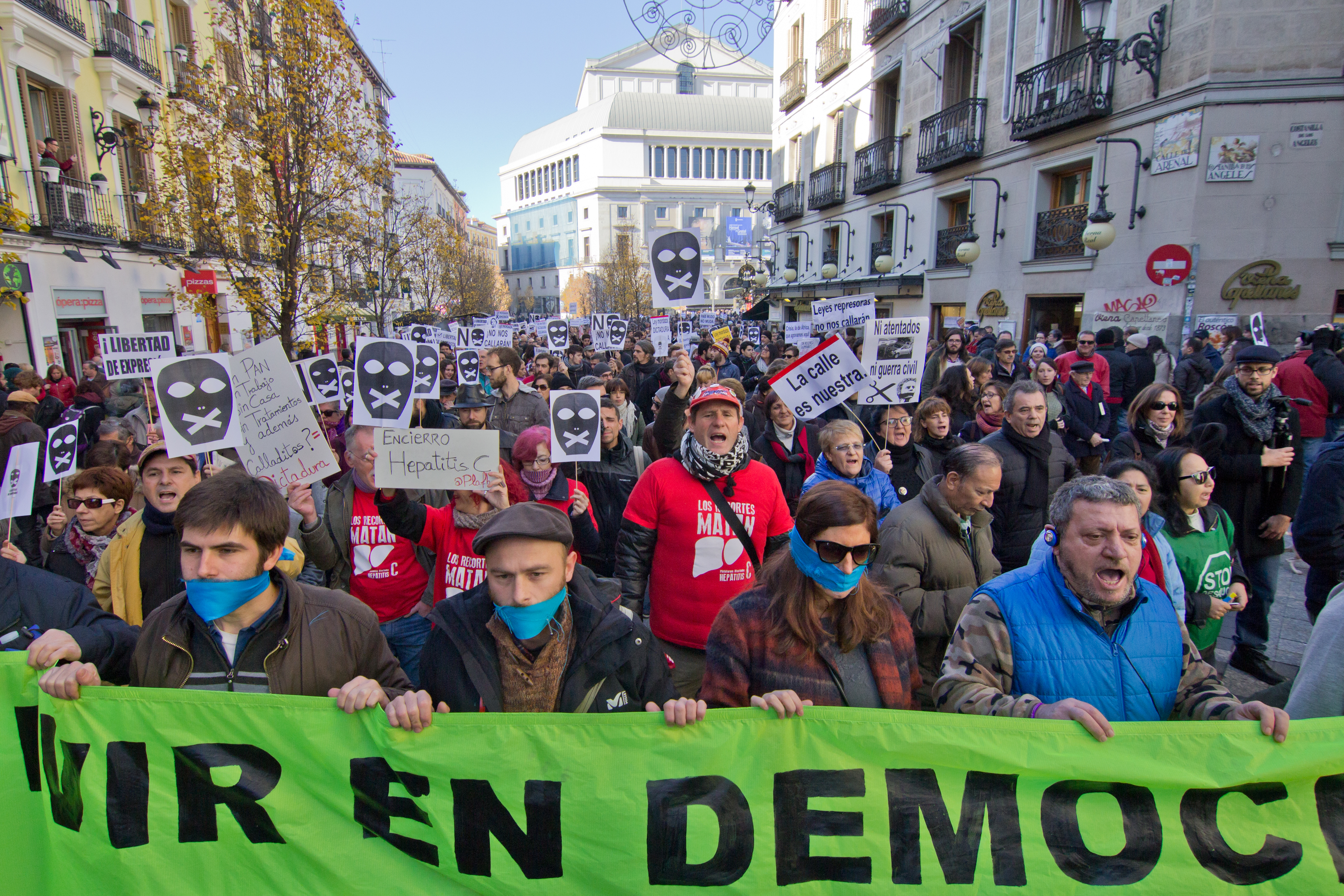
Demonstration gegen das „Knebelgesetz“ in Madrid, 20. Dezember 2014.

Grundlage für die Verurteilung bildete das 2015 verabschiedete „Gesetz zur Sicherheit der Bürger“ (Ley de seguridad ciudadana), umgangssprachlich Knebelgesetz (Ley Mordaza), der konservativen Regierung von Ministerpräsident Mariano Rajoy der rechten Partido Popular (PP) – erlassen, als es im Zuge der Weltwirtschaftskrise eine breite Protestwelle gab (Proteste in Spanien 2011/2012). Die New York Times sprach in einem Leitartikel vom „ominösen Knebelgesetz“ und kam in der Bewertung zu folgendem Ergebnis: „Das Knebelgesetz wirft Spanien in die dunklen Tage des Franco-Regimes zurück.“
Die Berufung des Künstlers wurde ein Jahr später mit der Begründung, die Texte seien nicht durch die Meinungs- und Kunstfreiheit gedeckt, vom spanischen Verfassungsgericht abgewiesen. Der Haftantritt wurde mit 24. Mai 2018 festgeschrieben.
Diese Entscheidung löste in Spanien eine Debatte über die Meinungsfreiheit aus und führte im ganzen Land zu Solidaritätsbekundungen. Kritiker meinten, die Anti-Terror-Gesetze würden missbraucht, um Valtònyc mundtot zu machen. Unterstützung erhielt er etwa von Pablo Iglesias Turrión, Chef der linkspopulistischen Podemos-Partei. Nachdem bereits zuvor mehr als 7000 Menschen eine Petition für einen Freispruch unterzeichnet hatten, wurde ein Konzert zugunsten des Verurteilten organisiert. Unterdessen kündigte Valtònyc via Twitter „Ungehorsam“ an und nannte Spanien einen „faschistischen Staat“. Außerdem machte er Schlagzeilen, als er im Rahmen eines Konzertes dazu aufrief, Polizisten der Guardia Civil zu töten.

### Flucht 2018 und EuG-Urteil 2020

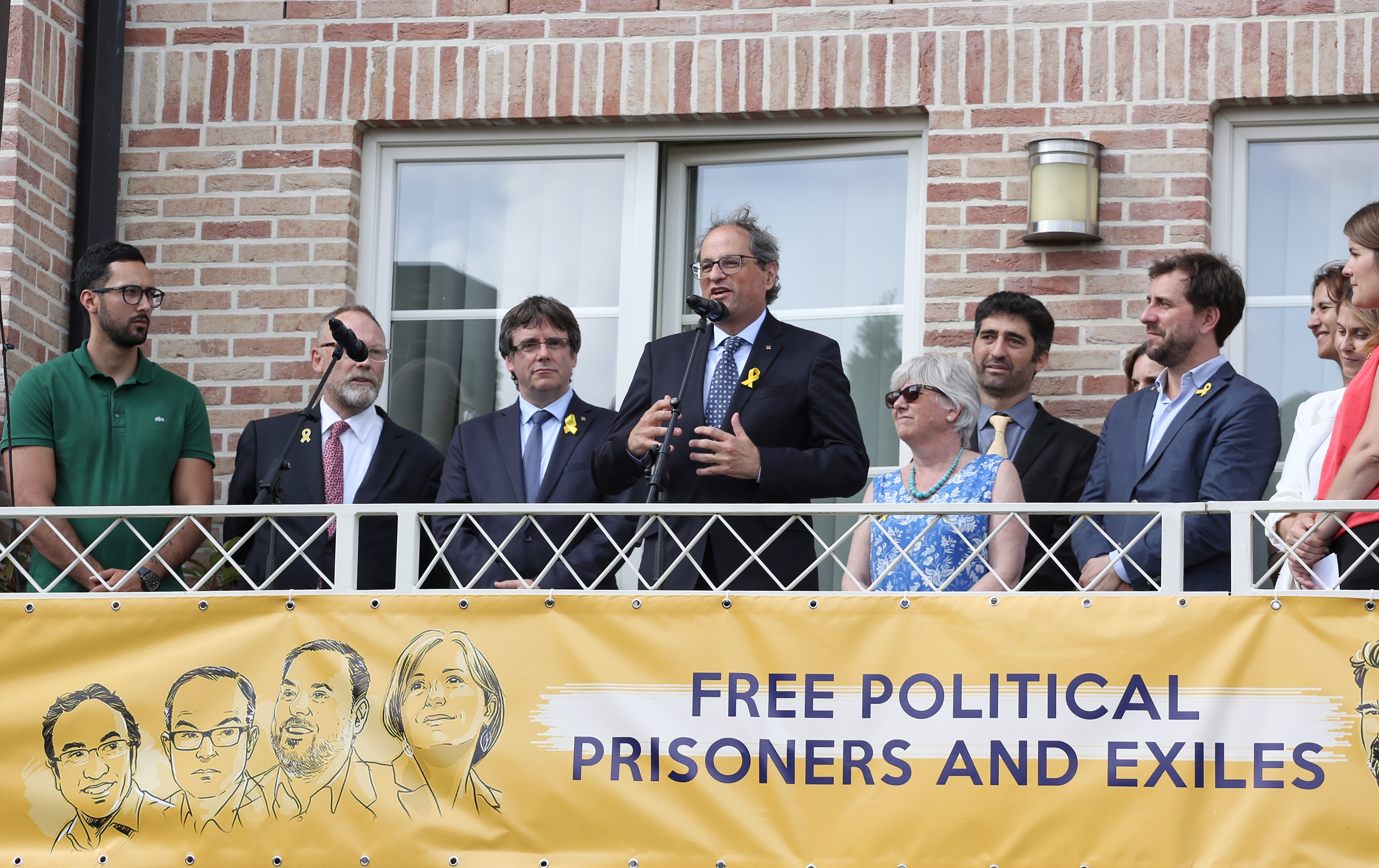
Am 28. Juli 2018, Quim Torra, Präsident der Generalitat de Catalunya, während seiner Rede bei der Begrüßungszeremonie für Puigdemont in der Casa de la República in Waterloo, in der er die Freiheit der politischen Gefangenen und Exilanten forderte und einen „friedlichen Kampf“ gegen „die Schande und Unanständigkeit eines Staates, der die Polizei gegen die Bürger schickt“. Valtònyc ganz links.

Unmittelbar vor Haftantritt flüchtete Valtònyc im Mai 2018 nach Belgien, wie es ein Jahr zuvor mehrere katalanische Politiker nach dem Unabhängigkeitsreferendum in Katalonien 2017 – darunter Regionspräsident Carles Puigdemont – getan hatten. Die spanischen Behörden strebten einen Europäischen Haftbefehl an, ein Gericht in Gent entschied jedoch am 17. September gegen seine Auslieferung. Laut Begründung seien die in Spanien geahndeten Delikte in Belgien so nicht strafbar. Die Menschenrechtsorganisation Amnesty International veröffentlichte ein Bericht und warnte, die spanische Regierung sei dabei ihre Kritiker mit drakonischen Gesetzen mundtot zu machen. Indem sie zulässige Äußerungen kriminalisiere, missachte sie international gültige Menschenrechte.
Das Gericht der Europäischen Union wies den Antrag auf einen europaweiten Haftbefehl im März 2020 ebenfalls ab und stellte fest, dass die spanische Justiz vom dafür zuständigen Gesetz aus dem Jahr 2015 nicht rückwirkend (für die 2012 begangenen Delikte) Gebrauch machen könne.
Valtònyc dazu per Twitter über die spanische Justiz: "Weiß jemand, ob es einen billigen Kurs gibt, wie man die Formulare für Europäische Haftbefehle korrekt ausfüllt? Ich frage für einen Freund."

### Politisches Asyl in Belgien
Valtònyc konnte in Belgien ein Studium beginnen und machte 2020 das Album EPD (En Pau Descansi) – mit Finanzierung durch die belgische Regierung.

## Diskografie
Studioalben
- 2015: Rap Rural
- 2018: El Reincident
- 2020:  EPD

Singles (Auswahl)
- 2009: Desde el papel
- 2010: Misantropia
- 2011: Jazz amb llágrimes de rom
- 2012: Residus d’un poeta
- 2012: Mallorca és ca nostra
- 2012: Cadenas
- 2013: Aina i altres ansietats
- 2013: Microglicerina
- 2014: Eutanasia
- 2015: Simbiòsi
- 2015: La autodestrucción y sus ventajas
- 2016: Neversleep